# Centro de Doctrina de la Flota

Distintivo del Centro de Doctrina de la Flota (CEFLOT).

El Centro de Doctrina de la Flota (CEFLOT), es una unidad de la Armada Española. Este centro trabaja con organismos de generación de doctrina táctica nacional y aliada en nombre del Almirante de la Flota, a través de la Sección de Doctrina. 
Su jefatura la ostenta un capitán de navío del Cuerpo General de la Armada o un coronel del Cuerpo de Infantería de Marina.